# Hordelymus europaeus
Espèce
Hordelymus europaeus est une espèce de plantes herbacées de la famille des Poacées.

## Liste des formes
Selon Tropicos (16 juillet 2013) (Attention liste brute contenant possiblement des synonymes) :
- forme Hordelymus europaeus fo. elatior (Zapal.) Soo Acta B